# Neopetalia
Neopetalia is een geslacht van libellen (Odonata) uit de familie van de vlekvleugels (Neopetaliidae).

## Soorten
Neopetalia omvat 1 soort:
- Neopetalia punctata (Hagen in Selys, 1854)